# The Funeral (singel Band of Horses)
The Funeral – singiel amerykańskiego zespołu rockowego Band of Horses z ich debiutanckiego albumu Everything All the Time.
W sierpniu 2009 „The Funeral” znalazło się na 67. miejscu w rankingu najlepszych piosenek lat 2000 Pitchfork Media.
Teledysk do „The Funeral” wyreżyserował Matt Lenski.

## W popularnej kulturze

### Film
- Boot Camp(inne języki)[3]
- Ojczym(ang)(inne języki)[4]
- 127 godzin (zwiastun)[5]
- The Collector (zwiastun)[6]
- Teenage Dirtbag (zwiastun)[7]
- Battleship: Bitwa o Ziemię[8]
- Miłość i honor[9]
- W imię[10]
- Udając gliniarzy[11]
- Megan Leavey[12]

### Serial
- Życie według Liz (sezon 1, odcinek 4: „Liz's Got Talent (Part 2)” - śpiewane przez Liz Lee)[13]
- Wzór (sezon 4, odcinek 11: „Breaking Point”)[14]
- Pogoda na miłość (sezon 4, odcinek 7: „All These Things That I Done”)[15]
- Impas (sezon 1, odcinek 12: „No Strings”)[16]
- Jak poznałem waszą matkę (sezon 8, odcinek 1: „ Farhampton”)[17]